# Astrocaryum malybo
Astrocaryum malybo är en enhjärtbladig växtart som beskrevs av Gustav Karl Wilhelm Hermann Karsten. Astrocaryum malybo ingår i släktet Astrocaryum och familjen Arecaceae.
Artens utbredningsområde är Colombia. Inga underarter finns listade i Catalogue of Life.